# Walkmühle Ohrensen

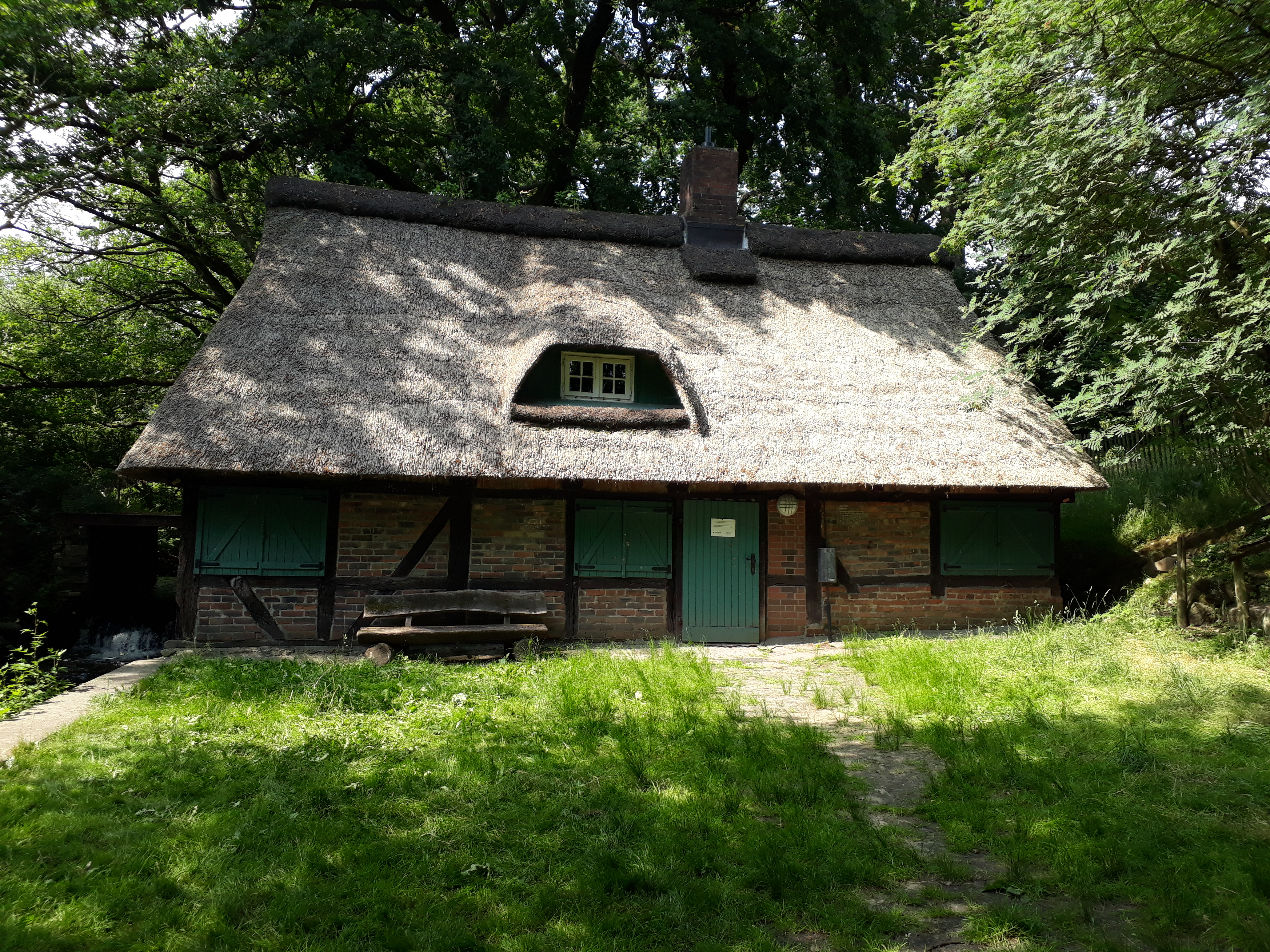
Walkmühle Ohrensen

Die Walkmühle Ohrensen ist ein Baudenkmal in Ohrensen, einem Ortsteil der Gemeinde Bargstedt im niedersächsischen Landkreis Stade. Sie ist eine der letzten Walkmühlen in Niedersachsen. Heute wird sie als Jugendeinrichtung der Pfadfinder genutzt.

## Lage
Die Walkmühle liegt am Tiefenbach im Auetal südwestlich von Ohrensen, unterhalb des Hofes Hagedorn, wo eine Fischzucht betrieben wird. Die Mühle wird von Eichen und einem Steilhang versteckt und ist über einen schmalen Pfad vom Hauptweg zu erreichen. Dieser Hauptweg war in früheren Zeiten ein bedeutender Heer- und Handelsweg (Via Romea); von ihm blieb lediglich der Feldweg nach Hollenbeck. Über die Straße Walkmühle ist die Walkmühle mit Ohrensen verbunden. Die Aue und das Naturschutzgebiet Aueniederung und Nebentäler liegen unweit entfernt.

## Geschichte

### Alter
Wann die Walkmühle genau gebaut wurde, ist nicht bekannt. Erstmals urkundlich erwähnt wurde sie 1664; in dieser Urkunde wurde belegt, dass der Besitzer des vormaligen Klosters und der umliegenden Ländereien, der sog. Herrschaft Harsefeld, Pierre Bidal seine Walkmühle erneut für sieben Jahre an die Familie Hagedorn, die ihren Hof neben der Walkmühle bewohnten und auch heute immer noch bewohnen, verpachtet. Ursprünglich gehörte die Mühle dem Kloster Harsefeld. Bereits 1633 wird sie dort im Korn- und Geldregister registriert.

### Funktion
Über Jahrhunderte hinweg wurden die harten Webstücke der Bäuerinnen in der Walkmühle gewalkt, also weich und geschmeidig gemacht, damit sie lange hielten. Die Kraft des Mühlenrades wurde auf eine Welle übertragen, die schwere Stampfer antrieb. Jene sorgten dafür, dass die Webstücke in Bottichen weich gemacht wurden. Bis zu 150 m Stoff passten in einen solchen Bottich. Pro Meter mussten 10 Pfennig bezahlt werden. Das Walken dauerte etwa sechs Stunden. Die Walkmühle besaß ein Wasserrecht, was dem Walkmüller jährlich 100 Mark einbrachte; es wurde 1921 aufgelöst. Vom Dezember bis zum Mai wurde gewalkt. Es kamen Leute aus den Kreisen Stade, Bremervörde und teilweise auch aus Harburg, um ihre Webstücke zu walken. Da man damals Großfamilien und auch noch Angestellte wie Mägde und Knechte hatte, war die Walkmühle stets in Hochbetrieb. Von Mai bis August kamen die Weißgerber, um ihre Felle zu walken. Sie wurden in der Scheune der Familie Hagedorn untergebracht; der Wohnraum in der Mühle fungierte nur als Aufenthaltsraum und Abstellkammer für das Arbeitsgerät. Nachdem das Weißgerben immer mehr abgenommen hatte (zuletzt kamen nur noch zwei Weißgerber, die dann in der Mühle selbst schliefen, anfangs kamen noch bis zu zehn), kam es ab den 1880er Jahren gar nicht mehr vor.

### Ende der Walkmühle
Der einsame Müllerhof war durch seine Lage anfällig für Gewitter und Plündereien in Kriegen. 1675/76 durchstreiften Landsknechte des Bischofs von Münster das Land und sorgten für Angst und Schrecken. Im Januar 1676 überfielen sie Müller Christian Hagedorn. Andere Landsknechte durchstachen den Damm der Mühle; sie war daraufhin für anderthalb Jahre nicht nutzbar.
Bis Anfang des 19. Jahrhunderts war die Walkmühle in Betrieb. Die industrielle Fertigung von Stoffen machten dem Walken aber allmählich ein Ende. Durch ein schweres Gewitter am Nachmittag, gegen 17 Uhr, des 24. Mai 1907, das zu starkem Hagelschlag mit walnussgroßen Hagelkörnern führte, wurde der Mühlendamm durchbrochen und das gesamte Schottenwerk mitgerissen. Ganz Ohrensen wurde hierbei überschwemmt, die Ernte vernichtet und die neue Landstraße zerstört. Eines Tages sägte der Müller dann auch noch die Welle des Mühlenrades ab und es stürzte gegen die Mühle und verrottete. Die Bottiche und Stampfer kamen abhanden, der Wohnraum wurde als Entenstall, der Rest der Mühle als Abstellkammer genutzt. Durch Sturm und Unwetter klafften zwei große Löcher im Dach. Der Bauer wollte das alte Gebäude abbrechen, doch seine Frau hinderte ihn daran und sorgte dafür, dass die Löcher im Dach geflickt wurden.

## Nutzung als Jugendeinrichtung

### Erster Wiederaufbau
Der erste Wiederaufbau erfolgte ab 1929 durch eine Truppe des Gaues Niederelbe der Geusen, Bund der jungen Nation. Zwei- bis dreimal im Monat kamen sie von Hamburg bzw. Harburg per Fahrrad, ersetzen Türen und Fenster, erneuerten das Fachwerk und den Fußboden und setzen einen Herd und einen Ofen ein. Möbel wurden angeschafft und der Boden zum Schlafsaal umfunktioniert. 1930 waren die Arbeiten abgeschlossen.

### Zerstörung durch Hitlerjugend und Zweiten Weltkrieg
Ab 1934 beanspruchte die Hitlerjugend das Gebäude für sich und benutzte es für Kriegsspiele. Die Mühle wurde so stark beschädigt. Bei Kampfhandlungen 1945 brannte der Hof der Hagedorns nieder. Die Walkmühle verfiel immer mehr. Das Mühlenrad war inzwischen gänzlich verrottet und konnte nicht erhalten werden.

### Zweiter Wiederaufbau
Der zweite Wiederaufbau erfolgte durch die Harsefelder Pfadfinder. Fleißig bauten sie das Gebäude, unterstützt von Lehrlingen, wieder auf. Bereits 1950 konnte das Gebäude bezogen werden; 1953 fand die offizielle Einweihung statt.

### 1961 bis heute
1961 stand die Walkmühle zum Verkauf. Grund dafür waren finanzielle Probleme der Familie Hagedorn. Der Landkreis Stade erwarb sie schließlich, da der Stammesführer gute Beziehungen zum Oberkreisdirektor hatte. Der Landkreis überließ die Mühle den Pfadfindern. Ende der 1960er Jahre vermietete sie der Landkreis Stade an einen Richter Bredow, der die Walkmühle als Treffpunkt für Jugendliche (auch für die rechtsgerichtete Wiking-Jugend) und Feierraum zur Verfügung stellte. In den 1960er Jahren gehörten Wanderungen ins Auetal mit Halt an der Walkmühle zum schulischen Pflichtprogramm. Nach Neugründung des Pfadfinderstamms 1976 wollte der Stamm die heruntergekommene Walkmühle wieder für sich haben. Zunächst wurden Termine mit Herrn Bredow vereinbart, doch dann begann der Landkreis das Gebäude in Eigenregie zu verwalten. Fortan vergab das Jugendamt die Termine.
Geschlafen wurde auf dem Schlafboden, dessen Pritschen bald wegen der komplizierten Reinigung entfernt wurden. Er wurde später auch mit PVC ausgekleidet. Ein Ölofen wurde angeschafft, später wurde auf Gasheizung umgestellt. Nachdem das Grauwasser aus der Küche anfangs noch in den Tiefenbach abgeleitet wurde, kaufte man eine Biokläranlage.
Nach dem Brand des Dachstuhls, der nie aufgeklärt werden konnte, am 20. Juni 1986 wurden zahlreiche Erneuerungen durchgeführt.

### Unsichere Zukunft
2016 titelte das Stader Tageblatt Unsichere Zukunft für die Walkmühle. Es ging um den mangelnden Brandschutz im Dachgeschoss und um eine im Raum stehende Privatisierung.

### Übergabe an den Flecken Harsefeld
Zum 1. Juni 2020 wurden die Walkmühle und das dazugehörige Grundstück ohne Gegenleistung vom Landkreis Stade an den Flecken Harsefeld übergeben. Es wurde zugesichert, dass die Jugendarbeit in der Walkmühle weiter stattfinden kann. Ein neues Nutzungskonzept wurde erarbeitet.
Weiterhin wurden 21 000 Euro zur Sanierung des Reetdachs bereitgestellt. Die Sanierung wurde 2020 durchgeführt.